# Георгиевск
Георгиевск (на руски: Гео̀ргиевск) е исторически град в Ставрополски край, Русия. Градът е разположен в Предкавказието в подпланинско плато на десния бряг на река Подкумок (приток на река Кума), на 210 km югоизточно от Ставропол.
Георгиевск е основан през 1777 г. като крепост и получава статут на град през 1786 г.

## Известни личности
Родени в Георгиевск
- Александър Раевски (1795 – 1868), офицер